# Katsidóni
Katsidóni, en grec moderne : Κατσιδώνι est un village du dème de Sitía, en Crète, en Grèce. Selon le recensement de 2011, la population de Katsidóni compte 54 habitants. Le village est situé à une altitude de 560 m et à une distance de 15 km de Sitía.

## Recensements de la population
| Recensements | 1900 | 1920 | 1928 | 1940 | 1951 | 1961 | 1971 | 1981 | 1991 | 2001 | 2011 |
| ------------ | ---- | ---- | ---- | ---- | ---- | ---- | ---- | ---- | ---- | ---- | ---- |
| Population   | 191  | 261  | 175  | 151  | 146  | 119  | 87   | 66   | -    | 57   | 54   |